# Gurat
Gurat (okzitanisch Gurac) ist eine Gemeinde mit 184 Einwohnern (Stand 1. Januar 2022) im Süden des westfranzösischen Départements Charente in der Region Nouvelle-Aquitaine nahe der Grenze zum Périgord.

## Lage
Gurat liegt in einer Höhe von etwa 100 Metern ü. d. M. etwa 32 Kilometer (Fahrtstrecke) südöstlich von Angoulême in der alten Kulturlandschaft des Angoumois im Gebiet der Charente.

## Bevölkerungsentwicklung
| Jahr      | 1962 | 1968 | 1975 | 1982 | 1990 | 1999 | 2006 | 2016 |
| Einwohner | 324  | 261  | 216  | 234  | 210  | 184  | 187  | 181  |

In der ersten Hälfte des 19. Jahrhunderts hatte die Gemeinde stets zwischen 600 und 700 Einwohner; infolge der Reblauskrise im Weinbau und der Mechanisierung der Landwirtschaft sank die Einwohnerzahl danach kontinuierlich bis auf die derzeitigen Tiefststände ab.

## Wirtschaft
Die Einwohner der Gemeinde lebten jahrhundertelang von der Landwirtschaft; die Böden der Gemeinde gehören zu den Bons Bois des Weinbaugebietes Cognac, doch sind die Absätze bei teuren Weinbränden in den letzten Jahrzehnten eher rückläufig, so dass der Weinbau keine bedeutende Rolle mehr spielt. Einnahmen aus dem Tourismus, insbesondere der Vermietung von Ferienwohnungen (gîtes), spielen dagegen seit den 1960er Jahren eine nicht unwichtige Rolle für die Einnahmen der Gemeinde.

## Geschichte
Die Existenz der romanischen Pfarrkirche lässt auf eine mittelalterliche Existenz des Ortes schließen.

## Sehenswürdigkeiten

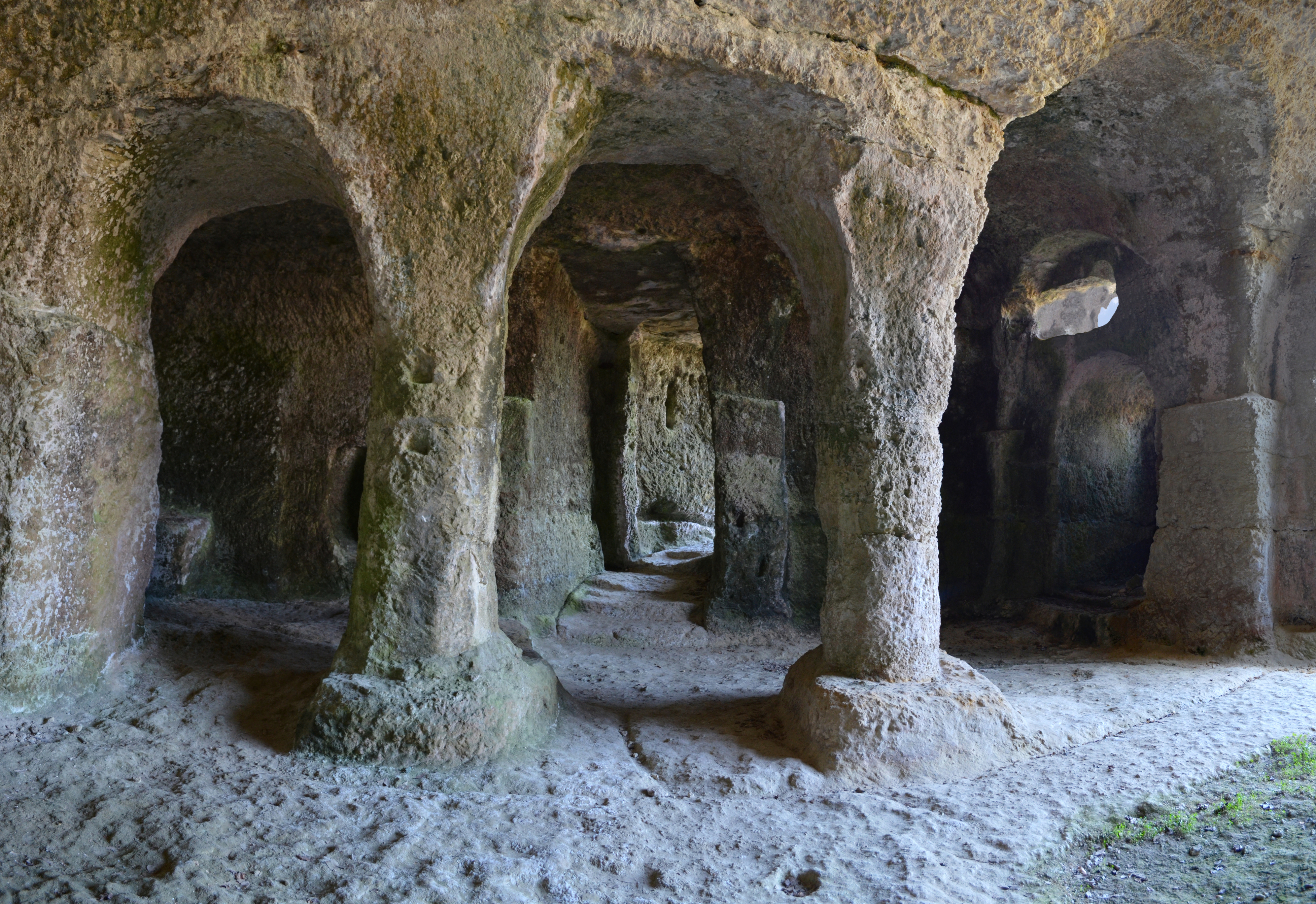
Felsenkirche

- Die Meinungen über das Alter der zweischiffigen, aber apsislosen Felsenkirche (Chapelle Saint-Georges) gehen weit auseinander – einige wollen mittelalterliche Ursprünge sehen, andere datieren sie in die frühe Neuzeit. Die beiden Eingänge lassen darauf schließen, dass über längere Zeit an dem Bau gearbeitet wurde. Jedenfalls ist sie ohne dekorativen Aufwand und in recht grober Steinmetztechnik aus einem anstehenden Kalksteinfelsen herausgehauen worden. Mehrere größere Wandnischen könnten auf eine ehemalige Begräbnisstätte hindeuten. Die Kirche ist seit 1963 als Monument historique[1] anerkannt.

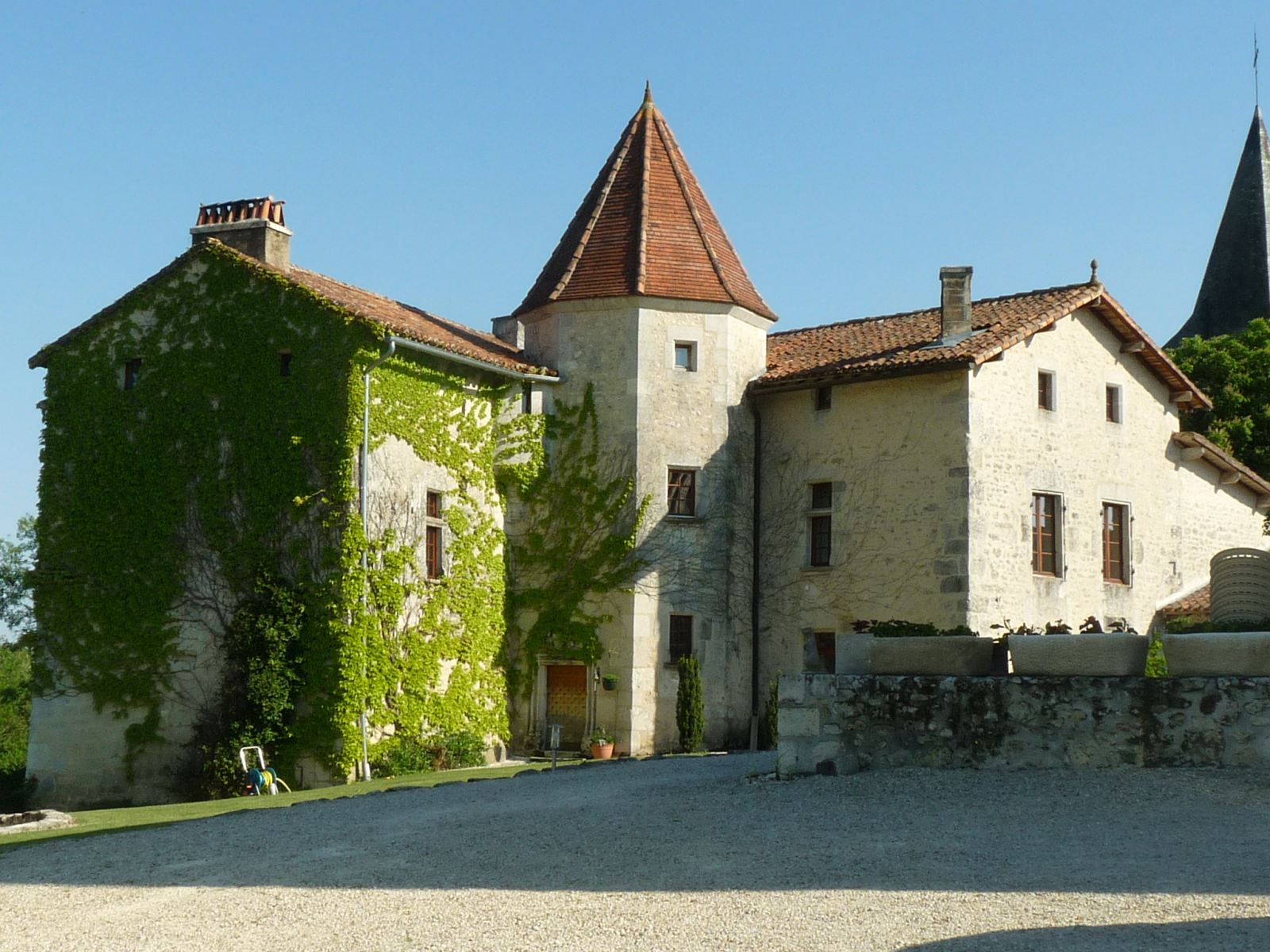
Gurat Château

- Die ursprünglich aus Bruchsteinen errichtete spätromanische Pfarrkirche Notre-Dame scheint im 19. Jahrhundert gründlich überarbeitet worden zu sein; das leicht angespitzte Mittelportal und die seitlichen Blendportale evozieren den Eindruck des in der Charente so beliebten Triumphbogenschemas. Ein um die Ecken herumgezogener Konsolenfries grenzt die Portalzone und das schmucklose Giebelfeld voneinander ab. Der aus nach Maß behauenen Steinen errichtete Vierungsturm scheint ein Werk des 19. Jahrhunderts zu sein. Das einschiffige Innere der Kirche wurde vor dem nachträglichen Einbau eines Rundfensters in der Westfassade nur spärlich durch kleine hochgelegene Fenster in den Außenwänden belichtet.
- Das zweiflügelige, mitten im Ort stehende und hauptsächlich aus ungeglätteten Bruchsteinen errichtete Schloss (château) wird von einem oktogonalen Treppenturm dominiert.